# نيكوس فيرجوس
نيكوس فيرجوس (باليونانية: Νίκος Βέργος)‏ (13 يناير 1996 بكيلكيس في اليونان - ) هو لاعب كرة قدم يوناني في مركز الهجوم. شارك مع منتخب اليونان تحت 17 سنة لكرة القدم ومنتخب اليونان تحت 19 سنة لكرة القدم ومنتخب اليونان تحت 21 سنة لكرة القدم. أما مع النوادي، فقد لعب مع نادي أولمبياكوس ونادي إلتشي.

## وصلات خارجية
- نيكوس فيرجوس على موقع الاتحاد الأوربي (الإنجليزية)
- نيكوس فيرجوس على موقع قاعدة بيانات كرة القدم.إي يو (الإنجليزية)
- نيكوس فيرجوس على موقع Soccerway.com (الإنجليزية)
- نيكوس فيرجوس على موقع عالم كرة القدم.نت (الإنجليزية)
- نيكوس فيرجوس على موقع AS.com (الإسبانية)